# Girls (Tina Turner)
Girls è un singolo della cantante statunitense Tina Turner, pubblicato nel 1987 ed estratto dall'album Break Every Rule.
Il brano è stato scritto da David Bowie e Erdal Kızılçay.

## Tracce
Singolo 7"
1. Girls
2. Take Me to the River